# 全民大悶鍋
《全民亂講之全民大悶鍋》（簡稱《全民大悶鍋》，英語：Everybody Speaks Nonsense）是台灣中天娛樂台的一個政治反串娛樂節目，前身為中天綜合台的同類節目《2100全民亂講》。初期模仿TVBS頻道政論節目《2100全民開講》，但逐漸走出自己的搞笑風格，多直接稱呼《全民大悶鍋》；製作單位為中大製作（與《2100全民亂講》相同），製作人為王偉忠、詹仁雄。節目從2004年9月20日起播出至2007年9月7日共769集，緊接節目改名為《全民最大黨》在2007年9月10日《全民大悶鍋》節目時段播出。
節目口號為「解悶！救台灣！」；主要以台灣政治事件的角色扮演反諷，穿插兩個小單元和兩段觀眾叩應；在攝影棚現場設有一個特製綠色電飯鍋「大悶鍋」，請來當天「最悶」的人、事、物前來說說心聲、消憂解悶，這也是節目名稱之由來。
該節目捧紅郭子乾、邰智源、九孔、許傑輝、唐從聖（從從）、林暐恆（阿Ken）、林郁智（納豆）、大炳、白雲、寇乃馨、林立青、馮媛甄、狄志杰、張兆志（喬治）、陳彥壯（壯壯）、廖婧伶（安心亞）、陳漢典等台灣藝人（曾參加過表演的还有朱德剛、柯以柔、高凌風、倪敏然、陶立帆、薛志正、郎祖筠、丁小芹、瑤瑤、劉真、陳幼芳、傑夫等艺人），以幽默演技和搞笑對白、演唱、單元劇，為對政治及社會現實問題不滿的台灣民眾解悶。
因諷刺時弊詼諧有趣並帶點惡搞，如「連爺爺您好」單元就是該節目較有名的單元劇。因模仿的人物涉及政界、娛樂界、體育界、財經界、甚至是電影角色，或维妙维肖、或搞笑萬分，十分受台湾海峡两岸的青年觀眾歡迎，在台灣批踢踢和中國大陸亦有專屬討論區；節目主持人先後在公開場合、以此角色扮演擔綱嘉賓（甚至與本尊同場表演）或是被模仿對象或是被坊間談論的模仿話題，也以此為各演員帶來以節目中的模仿為主題的廣告。

## 悶鍋相關活動

### 模仿選秀賽
- 2006年4月24日，中天電視與蕃薯藤網站合作舉辦「全民大悶鍋—網路選秀賽」，提供參賽者上傳短片到網站上公開並由網友與主持人一起評分。此比賽於5月24日正式結束並選出得獎者（页面存档备份，存于），獲得冠軍的陳漢典亦因此晉身悶鍋表演之列，飾演「張國志人市分析師」的張國志的弟弟張國字。

- 另，悶鍋眾演員與製作人於5月26日與6月2日於四所大學（淡江大學、輔仁大學、實踐大學與東吳大學）舉行「全民大悶鍋─校園選秀賽」，5月26日幾乎所有常駐的演員與製作人均有到場，在淡江大學蛋捲廣場吸引數以百計學生冒著太陽戶外觀看表演，氣氛熱烈而且歡樂，足以證明該節目在青年人中的認同性與受歡迎的程度。

### 悶鍋千集慶祝活動
2006年10月11日至11月3日，製作單位與蕃薯藤網站合作舉辦「悶鍋粉絲擂台賽」一系列活動，包括預測該天出現的悶鍋人物與悶鍋自拍秀評分等等，累計分數首1000位成為誕生會首批會員。
2006年11月26日下午2時，中天電視盛大舉辦的播出千集悶友誕生會，邀請上面活動首250位會員參與，除了絕大部分悶鍋演員外，並邀請了本尊邱毅、洪秀柱、戴南祥、林重謨、潘若迪、林真邑、林國慶、朱鳳芝、蘇盈貴、楊蕙如等等出席。在誕生會翌日，中天電視編印「千集紀念特刊」，隨在各大便利超商販售之《中國時報》附送，在當天中午已送畢，當晚節目時段播出千集回顧專輯。

## 獲獎與其他媒體注意
- 2005年11月12日獲電視金鐘獎最佳綜藝節目獎。
- 2006年12月15日獲廣電基金評選為年度優良電視節目（綜藝類）。
- 該節目曾接受新加坡新傳媒電視、西日本和東日本新聞社、卡塔爾半島電視台等採訪。
- 因中天新聞台將《全民大悶鍋》節目製作成英語新聞專題「投稿」獲選，該節目亦曾於2006年1月21日及翌日在CNN國際台《CNN World Report》播放。製作人王偉忠表示：「面對台灣上演的政治紛爭很無奈；《大悶鍋》就是希望透過反諷方式，提供觀眾解悶的管道。」
- 2007年10月12日入圍電視金鐘獎娛樂綜藝節目獎、娛樂綜藝節目主持人獎[1]

## 節目時間
以下時間均為北京时间。
- 節目原於週一至週五23:00-24:00於中天綜合台、中天亞洲台、中天北美台直播；2006年2月20日起改為週一至週五22:00-23:00於中天娛樂台、中天亞洲台、中天北美台直播。

- 另外從2006年2月17日至11月3日的每週五，也改成播出預錄的「特別企劃」，內容模仿其他台灣綜藝節目，這樣編排維持了一年時間。

## 單元節目

### 施主席的轟趴
- 演員：邰智源、阿Ken
- 由邰智源模仿前民進黨主席施明得，阿Ken模仿在旁邊替邰智源彈奏電子琴的「阿Ken師」，用唱歌以及言論模仿百萬人民倒扁運動「轟趴」引發的話題。歌曲內容大多以著名的臺語歌曲改編成滑稽諷刺的歌詞，例如第一集的《流浪到淡水》。此單元笑點亦與臺語髒話有近音之相關並加以強調，以「避免新聞局罰錢」；而另一笑點則是在片尾時會有人進來鬧場，並且被施主席轟出去。由於配合倒扁集會推出，歌詞幽默，故頗受倒扁民眾歡迎。
- 開場白（台語，由施主席唱出）（施明德本尊之前曾使用此首歌代言某牌伴唱機）：「恨世間 政治啊 空笑夢 一陣風聲」

### 秘書長的微笑
演員：唐從聖、陳漢典
- 諷刺國安會秘書長邱議仁在319槍擊案的微笑。
- 開場白由國安人員說出：「請記住！秘書長的答案，都在他的微笑裡！」
- 每次邱議仁回答記者提問時，他都會微笑；記者則竊竊私語，猜測其意味。而邱議仁的回答常都十分胡扯，答非所問，讓記者非常疑惑。
- 當將一件事說完以後，邱議仁會說「如果情節重大、影響國家安全的，我們不排除抓起來、關到死」，引起記者的恐慌。
- 影片最後，一定有記者問「請問319槍擊案到底是真的假的啊？」（這是整個單元的點題之問），邱議仁都會微笑離開。
- 之後，國安人員會重覆開場白，之後狐假虎威地大笑；但也多會被記者砸奶油派或丟紙屑，以示民眾對其之不滿。

### 總統府就是你家
演員：唐從聖、阿Ken或陳漢典
- 標題仿廣告詞「全家就是你家」。
- 陳水匾在總統府新裝修的密室裡招待名人或政治人物用餐，以一些平常不會出現在大眾面前上的言行舉止來嘲諷時事。比較特別的是在2006年某集的「扁（陳水扁）馬（馬英九）會」當天晚上播出的內容中，跟阿匾聊天的小馬哥是個假人。至於在2007年4月的「扁（陳水扁）馬（馬英九）會」當天晚上播出的內容中，跟阿匾聊天的小馬哥就是個真人，但最後是被陳水扁以紅酒灌醉，並判他「有醉」。
- 2007年8月30日起，由新興單元「我愛總統」取而代之。

本劇的笑點共有三個：
- 第一為陳水匾每次都習慣幫招待人物取小名或者綽號，其來源有些來自網路嘲諷（例如：招待王人甫時，根據網路文化故意稱他為娘甫。）、社會現象諷刺（例如：招待SOGO案檢察官時，故意稱他為官官，並且特意強調因為官官相護。）、真實人物之間的仇恨（陳水扁總統曾經多次公開或者暗批李敖，因此劇中陳水匾故意稱李敖為小李子。）
- 第二為當陳水匾言不由衷時，牆壁上掛的畫以及天花板上的吊燈會掉下來。(現在吊燈已經改成自動拍手燈)
- 第三為侍衛長在結尾經常因說一些冒犯招待人物的話題而被對方用軟棒毆打

### 芒果亂報
演員：邰智源、阿Ken、納豆、悶鍋Show Girl x1～2
- 2005年6月9日首播。模仿《蘋果日報》總裁黎智英晚上在會議室跟記者審稿時的辦報方針。
  - 片頭：邰智源飾演的黎智瑛以粵語朗讀：「以天下八卦為己任，置他人死生於度外。言論自由。」
  - 會議室牆壁上的蘋果商標上，還有一條肥大的蟲。
  - 口號：「最重要的新聞畫面是什麼？裸體加屍體！最重要的新聞事件是什麼？醜聞加緋聞！」、「最重要的新聞工作方向：摧毀偶像藝人！最重要的新聞工作目標：打破英雄神話！」、「黎子治家格言：Blood is money; violence is fortune.（血腥就是金錢，暴力就是財富。）」
  - 後台催促老總的主要理由：「按摩妹來了」、「吃鮑魚」（「鮑魚」是暗喻女陰）等等。
  - 整個節目主要是由黎智瑛模仿港式國語說話。另外，黎在言談間夾帶一兩句粵語增添搞笑氣氛，如：「知唔知道呀？（知不知道呀？）」、「按摩妹，我嚟緊，你等我呀～！（按摩妹，我馬上來，你等我呀～！）」
  - 當做完一些摧毀偶像形象的行為時，黎智瑛總帶一句：「我們都是佛心來的嘛～！」
  - 最後黎智瑛總是趕記者走：「跑新聞去！幹什麼東西啊！」然後再畫龍點晴地說：「台灣媒體這麼多，新聞怎麼報？亂報嘛！（拋起台上的稿子）亂報就OK了嘛～！」

### 張國志人市分析師
演員：郭子乾、陳漢典
- 模仿非凡商業台《世紀贏家》節目（重播在恆生財經台）裡的投資顧問張國治主持的股市分析。內容包括開場介紹、誇張聳動的局勢分析、重點詞語重複三次、不斷重複「老師有講你有沒有在聽？」最後接「你有沒有在聽？結果…」或「你有聽，結果…」，以「事後諸葛」的「先知」角度「分析」政治人物，帶宣洩情緒的語氣激動的說「為什麼？因為你不聽老師的話嘛！」然後丟筆（現在發展到因應說話主題拿出相應道具來丟，或者點明說話的動作等，然後靜默）；最後一定是「平心靜氣」的「進廣告」，並在此之前以特別條件「招收5位會員」。
- 郭子乾曾在其他節目上表示：類似的模仿秀通常皆為一氣呵成而不作停頓，若停頓的話多是忘詞，這是模仿秀頗避忌的狀況；但模仿這個角色的最大特點是使靜默變成其中一個笑點。而激動的語氣、跨張的丟筆動作與孔明先知的說話章法也成為本單元成功之處。在2006年5月第１屆「悶鍋模王選秀賽」後更邀請冠軍之陳漢典飾演其弟「張國字」參與演出，時作唱雙簧時作誇張動作。
  - 開場白：「所有的投資朋友大家好，我是張國志老師呀。老師又來啦！老師又來教大家賺錢啦！」、「因為好的老師直接帶你上天堂，不好的老師直接帶你住套房（即套牢之意），就這麼簡單嘛！」（然後靜默）
- 單元剛開始播放時語氣不太強烈，而且著重模仿和「回應」本尊的言論，一個月後以現時之強烈語氣演出後引起強烈迴響[永久]，坊間相當部分青年甚至大學講師等皆以此為模仿對象，包括在2005年12月因網上變賣信用卡積分換取的禮品的「卡神」（楊蕙如）在接受記者訪問初期，往後在其新書宣傳廣告（页面存档备份，存于）上也曾模仿，令其他演藝節目，甚至是內政部「報稅教學（页面存档备份，存于）」短片亦曾有近似模仿。
- 郭子乾本人亦因此單元為人所熟知，有國際電話業者（速博sparq），及雞精業者（桂格養氣人蔘雞精）以單元內容拍攝廣告，且因此達到良好的廣告效果；舞台劇(屏風表演班)莎姆雷特也流用張國志經典橋段(對白)。

### 海協會記者會—─他對台灣粉瞭
演員：邰智源、阿Ken、納豆、陳漢典或小巴
- 2006年10月前為國台辦記者會；邰智源模仿國台辦發言人張名清對中外媒體的例行新聞發佈會。
- 單元開始首先發佈「一則祖國內地驚天動地的新聞」（新聞均為真確的、摘自中國大陸近期的有趣奇聞，再加以明褒暗諷）。然後到記者自由提問，每次都會搶先在提問後以「無恥」、「下流」、「混蛋」之詞打斷；在關於「美帝」（美國帝國主義）或「日本軍國主義」的媒體提問時，尤其誇張，並帶領記者呼口號：「打倒美國(日本)帝國主義！」
- 最令人注目的是張名清振振有詞的態度與犀利的眼神，最後總有男記者跟Ken姐對話並被Ken姐丟鞋子走人。
- 亦因此單元被本尊注目，兩者在2006年西方情人節在北京見面，言談甚歡並互贈禮物結緣（詳看頁底之外部連結）。

### 說文解字之名人傳真
演員：郭子乾、阿Ken、納豆、洪都拉斯
- 2005年8月1日首播，單元以台語為主，模仿台灣廣播電視圈名人張宗榮主持的台藝衛星電視台《說文解字臺語傳真》節目（1995年─2005年末播出）。身穿唐裝的張宗榮老師幫觀眾測字、由字的筆畫翻書找籤詩（成語），每句成語都會與'求籤者'有關，之後加插「工商服務時間」，服務期間會使出高難度踢腿並伴隨著你腳骨軟Q的台詞出現，之後老師由籤詩中圈出來信的觀眾是誰，並贈言數句。而原節目中，張宗榮的助手大嬌、小嬌，則在悶鍋中化為阿Ken、納豆的「大喬」和「小喬」，曾有一集阿Ken另有工作，由洪都拉斯的「老喬」取代。

### 悶鍋布袋戲
演員：喬治、阿Ken、納豆
- 2006年5月16日首播。曾經由悶鍋演員在其他節目與Live現場模仿的霹靂布袋戲人偶角色，總算也獨立成一個單元了，內容仍然是以嘲諷時事為主。秦假仙的台詞最多，戲份也最重；而葉小釵因為是啞吧，所以常被另外兩個欺負，這也是笑點之一。
  - （素還真／喬治；秦假仙／阿KEN；葉小釵／納豆）

### 泰安休息站
演員：郭子乾、洪都拉斯、馮媛甄、阿Ken、納豆
- 2006年5月22日首播。諷刺李泰安（臺鐵南迴線連續破壞事件重要關係人）家門口在檢方調查期間，有檢警跟監與大批記者長期守候、每日追蹤報導，因而形成熱門觀光景點。李在攝影機前的無厘頭表現，更是充斥於每天各家電視台的晚間新聞之中，形成另外一種媒體亂象。
  - （李泰鞍／納豆；蛇販／郭子乾；飲料小販／阿KEN；香腸小販／洪都拉斯；記者／馮媛甄）

### 哈佛沒教的字
演員：許傑輝、阿Ken、納豆
- 呂秀連講課，將「女」字偏旁的字統統改作「男」字偏旁（例如：妖→「男夭」、婢→「男卑」、姘→「男并」、嫁→「男家」），藉此消滅歧視女性的「大沙豬主義」。新「字」配以搞笑讀法，以及泛綠政治意識型態的相關造句。
  - 開場口號：「（秀連說）我們的校訓！（女生說）男人無恥卑劣賤格！（男生說）女人英明果決幹練！」另外，男學生（阿Ken、納豆）總是被呂秀連以「愛的小手」打手掌。
  - 片尾呂秀連一說「下課」，全體學生總是快速離開。之後呂秀連還不忘表示：（四周燈暗，並配上布蘭詩歌做背景音樂）「任何歧視我們女性的文字，秀連我都要一一地把它們改正過來，因為這一切都是我的責任。」

### 我是外交部長　我的脾氣不好
演員：邰智源、郭子乾
- 模仿中國中央電視台《新聞聯播》主播邢質斌播報新聞（页面存档备份，存于）；其中加插中國外交部長李肇惺被台灣傳媒「圍堵」訪問，較側重其面部表情和發飆（页面存档备份，存于）語氣，末尾總有一句：「太不像話！」

### 斷貝山上的叮嚀
演員：能說善道的外籍人士，如：傑夫、阮安祖等等
- 模仿《斷背山》電影海報。兩人一身牛仔裝扮，背對背，以蹩腳的中文談論「聽來的」台灣時事。

### 連爺爺您好
演員：許傑輝、洪都拉斯、阿Ken、納豆、大炳、九孔
- 2005年5月4日與5日播放，模仿國民黨主席連戰到中國大陸訪問時，所觀看的西安市後宰門小學學生的演出《爺爺您回來了》。

### 網路免責權
演員：郭子乾、柯以柔、狄志杰、納豆
- 模仿日本電影《電車男》的場景，四個人分處四個分割畫面，在網路上打字聊天（只播出過一次）。

### 幹譙阿勇
演員：郭子乾、九孔
- 模仿台灣資深演員陳松勇，每次都會介紹一則閩南語歇後語。
- 本單元雖深受歡迎，但模仿陳松勇粗獷嘶吼的聲音讓郭子乾的喉嚨負擔極大，故本單元集數並不多。

### 我就是ㄞˋ（愛）台灣
演員：邰智源，阿Ken
- 模仿汪笨湖主持年代MUCH台政論節目《台灣心聲》時的說話風格，舉例告訴觀眾什麼行為才是「愛taiwan」。
- 戲中故意用紅底白圈黑色的注音符號ㄞˋ（漢語拼音ài）來寫"愛"字，並將"ㄞˋ"順時鐘旋轉四十五度，使之看起來與納粹黨標誌相似，用以諷刺民粹的言論。

### 非常光碟
演員：郭子乾

### 土城日記
演员：许杰辉，壮壮，陈汉典
- 模仿爆料天王邱毅坐牢期间在监狱的百态，通常以三两人与邱毅关于台湾时事的对话为主，监狱的老大经常会在片尾有对小弟的不良意图

### 肅老的祝福
演員：乾德門、王偉忠（提問）
- 2004年9月20日隨全民大悶鍋登場，是悶鍋初期單元劇。
- 乾德門模仿當時已故的前立法院長梁肅戎生前錄製的預言錄影帶，告訴觀眾其身故後的政治亂象。

### 媽媽都有講
演員：阿Ken、九孔等
- 飾演三個菲律賓外傭在洗衣間以生活瑣事聊天，每次先以「媽媽都有講～」為段子的開始。

### 不清雲與木呱霞
演員：阿Ken、柯以柔
- 模仿周星馳電影《功夫》角色「醬爆」與《台灣蘋果日報》影劇版專欄作家「木瓜霞」。

### Ya教授的輪仔
演員：都拉斯
- 模仿《心海羅盤》主講人「葉教授」葉耀星。葉教授身後自轉的輪盤可能是《心海羅盤》原版羅盤或飛鏢鏢靶。此單元笑點是在片尾時葉教授會按一下身後自轉的輪盤，但輪盤總是停在夾夾樂（有時夾夾樂會以其他方式呈現），葉教授只能無奈的接受夾夾樂的「荼毒」。

### 女F是偶像團體
演員：阿Ken、納豆、許傑輝
- 模仿女F4

### 謝揆木馬治國記
演員：大炳、阿Ken
- 模仿當時的行政院長謝長廷。

### 好運旺旺來
演員：九孔
- 模仿中天娛樂台公益彩券開獎節目《好運萬事通》（聶雲主持）的開獎現場。

### 大長斤
演員：劉真、郭子乾
- 模仿韓劇《大長今》
- 劉真所飾演的長斤在單元最後總會示範做出一道「奇怪」的料理，食材由長斤介紹、郭子乾展示並製成料理。製作料理期間，長斤會跳一段舞蹈以填補空檔。製作完成後，這道料理通常由郭子乾吃下。

### 輝！男塾
演員：薛志正、阿Ken
- 模仿《輝！李塾》造型

### 起肖三人組
演員：阿Ken、納豆、九孔

### 溜鳥抗議團
- 模仿曾經在長庚大學操場奔跑而紅極一時的「溜鳥俠」。

### 民生休息站
演員：九孔
- 2006年7月26日播出，背景是當時陳水扁總統家族所居住的「民生官邸」，以場外記者（九孔）猜測屋內燈光剪影身影，近乎無限上綱的繪影繪聲猜測屋內狀況與人物心情；反映當時記者為造就新聞題材，可憑一個影子或動作編造一個新聞題材之極端敏感亂象。

### 阿洪之聲
演員：洪都拉斯、納豆或陳漢典或小八
- 2007年1月首播，模仿南台灣「深綠」的地下電台廣播，由洪都拉斯飾演主持人阿洪，納豆飾演土豆或陳漢典飾演綠豆或小八飾演紅豆（也是土豆的妹妹）當助理，節目以台語進行。

節目一開始報告台灣大事件（寶島大代誌），接下來連續兩個叩應都是跟他們立場不一樣或者不喜歡聽的話，都被阿洪唬弄過去。第三個叩應一定是支持泛綠的陳先生打進來，因口徑相若，總是會跟阿洪開玩笑；另外講到一些時事時（例如天氣），都硬扯是「國民匪黨」所害的、或是中國共產黨的陰謀（阿洪提示「這攏是（這都是）…」，土豆接著喊「阿共仔的陰謀啦！」）；明顯諷刺，深綠群眾的陰謀論把批評民進黨者都視為國共兩黨的打手。最後是土豆的「工商服務」（廣告）時間，都賣一些「阿洪師牌」的產品如雪天果、利尿丸、明目地黃丸、中將湯等等，都把它說得像萬能靈藥。
單元播出初期，土豆常被阿洪罵講台語講得不靈光（很多時候是聲調不對），質疑是不是愛台灣；後來發展至阿洪的一些私生活被土豆抓包、或者現在「土豆信箱」的一些冷笑話等等，引發笑點。因為單元播出頻率較高，恰好也是接續「張國志人市分析師」淡出後播放，成為節目中較受歡迎的單元之一。

### 滿城盡是運將們
演員：郭子乾、許傑輝、洪都拉斯、白雲、納豆、阿Ken、狄志杰等
- 模仿每一個政治人物的司機，由他們之間在洗車輛中的談話，了解每一位政治人物的點點滴滴。而本节目没有固定角色，而由具体政治人物的模仿者主演，如教育部长杜正胜的司机由模仿他的纳豆出演。

### 中國大戲院
演員：劉增鍇、小八
- 以快板書的形式諷刺台灣現狀，飾演說書人的是劉增鍇。不過，場內的觀眾對有關說書沒興趣。反而到了最後，當說書人說完之後。到了小八小姐表演勁歌熱舞時，那班觀眾才拍手叫好。
- 也是這個單元劇，原名張珮瑩的「小巴小姐」成為了悶鍋中的一角，並在數個單元中演出。

### 同床異夢
演員：狄志杰、許傑輝
- 2007年4月23日首播，由馬英九（狄志杰飾）和王金平（許傑輝飾）扮演一對在床上絆嘴的「夫妻」，兩人蓋的被印有中國國民黨的黨徽。兩人爭執的話題多是國民黨目前所面對的問題，如馬王對立及黨產等。最後，馬英九會曖昧的要跟王金平「配配」，但兩人卻爭着要躺在「上面」。

### 建仔記者會
演員：邰智源、陶立帆
- 由邰智源模仿洋基隊總教練－托瑞、陶立帆飾演王建民。總教練以英文腔說話，整個架構是由主持人會請媒體提問串起，而都是由托瑞來回答，王建民整場記者會幾乎不講話。而托瑞對於媒體問洋基隊的問題總是用台灣政治問題來做比喻，例如：媒體問有關高薪卻沒有貢獻的球員，托瑞就用台灣的軍購案來化解；媒體問托瑞戰績不好要不要辭職，托瑞則用阿扁執政來推託。由談話中營造出對臺灣政治現狀的諷刺，而多話的托瑞也和寡言默默的王建民形成對比。

### 邱異的監獄風雲
演員：壯壯、許傑輝、陳漢典
- 2007年6月國民黨立委邱毅入獄後模仿其在獄中生活所作。由壯壯、許傑輝、陳漢典出演。他們熱衷於模仿監獄外的熱門事件（如星光大道），並且揚言要繼續爆料。不過要注意的是，劇中的事情並非真實，而是虛構的。

### 惺光大道
演員：郭子乾、洪都拉斯
- 標題模仿中視「超級星光大道」。
- 「惺光大道」的「惺」，取自「惺惺相惜」一義，故另有全名為「惺惺相惜惺光大道」。
- 由郭子乾模仿楊宗緯，洪都拉斯模仿蕭敬騰，單元開始時兩人會先合唱一段「新不了情」的歌詞（緣難了 情難了～），之後討論一段台灣最新的非常感人或者非常悲慘的新聞，然後一邊討論一邊哭，最後兩人再合唱一首改编自本尊曾經在星光大道上唱過的歌曲的作品而结束。
- 開場白：
  - 楊宗緯：一個人的起飛，代表另一個人的殞落。我不想競爭的感覺，我只想好好唱歌。
  - 蕭敬藤：（接續楊宗緯）大家除了聽我們的好歌聲之外，更希望看到我們因擁抱而感動。台灣還是有很多感人的故事，才讓我們更惺惺相惜。

### 台灣執照
演員：許傑輝、阿Ken、納豆、陳漢典
- 2007年7月6日首播，由阿輝伯（影射李登輝，由許傑輝飾演，但他全場背對觀眾而坐）審判一名年輕人（阿Ken飾），從他的出身地、家世背景、台語（即閩南語）的能力、飲食、能否唱台語歌、是否有上大陸網站、是否使用成語等來判斷他是不是真正的台灣人。而最後那個年輕人總會因說錯一句話而丟掉剛到手的台灣執照，並且被處決。

### 白米超人
演員：邰智源、納豆、陳漢典、小八等
- 2007年7月9日首播．白米超人（邰智源）的造型乃從美國的超人變化而來，只是他頭紮紅巾，戴斗笠，腳穿黑色的膠靴，一副農民的模樣--靈感是來自於紅極一時的白米炸彈客楊儒門。他聽取台灣民眾對各種政治或民生問題的牢騷，並提出各種取巧或走法律漏洞的方法．由於這些主意多半沒有意義及建設性，不能真正解決問題。在一開始一些人向白米超人提出訴求,白米超人會說:「XXX的問題,交給我就對啦！」,且說完解決方法後，便會說到：「這樣，人民就可以過著幸福快樂的日子了！」
- 總是要解決問題時拿出個有白米二字的東西，並說到：「來，我這裡有個XXXX白米袋，你丟向我，問題就可以解決了」

### 悶鍋購物台
演員：阿Ken、陳漢典、丫子或郭子乾
- 2007年7月20日首播，阿Ken飾演「悶鍋購物二台」主持人，陳漢典飾演上節目的鑒定師，丫子則飾演名叫「公主」的產品代言人（影射陳水扁的女兒陳幸妤）。雖然是推銷產品，可「公主」的臭脾氣不改，在代言過程中不斷發飆，而且不時套用現實中陳幸妤最近因丈夫在內線交易案二審中被判加重刑罰，而在媒體面前向家翁發飆時的對白。至于鑒定師則只在開場自我介紹（還被主持人打斷）後，就没機會開口説話，這可能是在諷刺許多消費者根本並不認真看待專家的觀點和產品素質，也可能是在諷刺某些廠商不顧產品素質，想單靠促銷大撈一筆。後期的購物台在公主在說不過去，轉身離開時，由陳鑑定師拉她的手「搞曖昧」的點子，曾引起網友注意，並猜測兩人是否有拍拖之嫌。
- 自7月27日起，由丫子飾演的「公主」和郭子乾飾演的「侯董」輪流扮演產品代言人的角色。
- 模仿東森購物以及大陸某鑽石廣告。
- 首播時字幕顯示之電話號碼0800-788-788雖為虛擬電話，但此電話為大樹下廣播電台服務電話來源（页面存档备份，存于）

### 我愛總統
演員：唐從聖、郭子乾
- 2007年8月30日首播。陳水扁（唐從聖飾）完成在中南美洲的訪問，回國之後，在電視上接受親綠主持人鄭鴻儀（郭子乾飾）的訪問，繼續顛倒是非的為自己辯護。

## 其他特色

### 舉牌女郎（Show Girl，簡稱SG）
- 模仿職業拳擊比賽，每集都會請一位穿著清涼的美女（多半來自模特兒經紀公司），於廣告過後拿著數字牌，告訴觀眾這是第幾段的節目。
- SG的衣服上會有某一個政黨（如：等等）的黨旗，不過這只是表示這是個政治性節目，跟政黨屬性無關（現在的舉牌女郎沒有政黨黨旗）。
- 幾個較常出現的SG，如安琪、湘怡、湘瑩、亮羽、瓊文等，在各討論區都有不少支持者。有時候也會請這些SG參與現場（如安琪、湘怡扮演名模）或是短劇（我是外交部長的亮羽、芒果亂報的瓊文等）的演出。

### 觀眾Call-In
- 既然要模仿政論節目，所以也有開放觀眾打電話進來發言的段落，一人約莫20秒的時間。在2005年末開始，有些觀眾很認真地就節目主題發表意見；有些觀眾則是發言時會模仿單元角色，發揮創意。如：「台北江先生」模仿張國志、「台北黃先生」模仿張銘清與張宗榮、「高雄許先生」的老榮民「撈許」專門針對邰哥、「台北葉先生」模仿葉教授等等，為節目增添不少的樂趣。另外亦有一位叫「台北陳小姐」經常call-in。

### 愛台灣PK賽
「愛台灣PK賽」在2007年7月起推出，安排在節目倒數第四段（即22：50─22：55左右）。
- 該活動會請兩位演員上台比賽，搶旗子來回答問題，題目大都和台灣的小事有關。答對的可以以保利龍棒子打對方，而勝利者會在最後一段宣佈。

### 特別節目
- 在2006年春節期間，《全民大悶鍋》預錄了一系列的賀歲特別節目，內容模仿其他有名的綜藝節目，如：
  - 1月29日除夕的《全民大火鍋之財神GO狗GO》（模仿吳宗憲主持的中國電視公司綜藝節目《周日八點黨》的〈食字路口〉單元）；
  - 大年初一的《全民大火鍋之悶鍋音樂教室》（模仿張菲主持的台灣電視公司已停播的綜藝節目《龍兄虎弟》的〈音樂教室〉單元）；
  - 初二的《全民大火鍋之志泳智勇電鍋學校》（模仿蔡康永與林志玲主持的TVBS-G綜藝節目《志永智勇電力學校》節目）；
  - 初三的《全民大火鍋之悶鍋大財神》（模仿徐乃麟與曾國城主持的中天娛樂台綜藝節目《小氣大財神》）；
  - 初四的《全民大火鍋之麻辣天后鍋》（模仿利菁主持的衛視中文台綜藝節目《麻辣天后宮》）；以及
  - 初五的《全民大火鍋之悶鍋歌喉戰》（模仿中華電視公司綜藝節目《快樂星期天》中由包小松、包小柏、黃舒駿擔任評審的〈藝能歌喉戰〉單元）等等。
- 由於效果不錯，2006年至翌年初在更換頻道與時段的每週五預錄部份，以繼續模仿綜藝節目的「特別企劃」為主，如：《悶鍋完全娛樂》（模仿三立都會台《完全娛樂》）和《志泳志湧悶鍋學校》（模仿TVBS-G《志永智勇電力學校》）、《悶鍋黑澀會》（模仿Channel [V]《我愛黑澀會》）、《分手擂台》、《悶鍋棒棒堂》（模仿Channel [V]《模范棒棒堂》）等。不時會邀請平常被模仿的本尊來上節目，考驗這些藝人的搞笑功力。

|  |  |

- 2006年11月10日，自農曆新年以來首次現場播出，而非特別節目。

## 曾在《全民大悶鍋》中現身的『本尊』（部分）
- 2005年7月14日：女F4
- 2005年9月23日：恆述法師
- 2005年9月30日：周遊
- 2006年2月1日：徐乃麟
- 2006年2月3日：嚴淑明、女F4、潘若迪、劉耕宏
- 2006年3月10日：孫協志、許孟哲
- 2006年3月17日：MC Hot Dog、米兒絲、錦繡二重唱
- 2006年3月24日：包小松、包小柏
- 2006年3月31日：林俊傑
- 2006年4月14日：蔡康永
- 2006年4月21日：莫文蔚
- 2006年5月5日：蔡淑臻、姚采穎
- 2006年5月12日：洪榮宏
- 2006年5月19日：庹宗康、屈中恆
- 2006年5月26日：李玖哲、黃立成
- 2006年6月2日：佐藤麻衣、千田愛紗、相馬茜
- 2006年6月9日：Twins
- 2006年6月16日：黎智英
- 2006年6月23日：范瑋琪
- 2006年6月30日：謝金燕
- 2006年7月7日：水蜜桃姐姐、西瓜哥哥
- 2006年7月14日：趙傳
- 2006年7月28日：黑澀會美眉
- 2006年8月4日：黃品源、洪都拉斯
- 2006年8月11日：F.I.R.
- 2006年8月18日：容祖兒
- 2006年8月25日：Energy
- 2006年9月8日：伊能靜
- 2006年9月15日：徐若瑄
- 2006年9月22日：張信哲
- 2006年9月29日：許慧欣
- 2006年10月6日：李明依
- 2006年10月13日：吳克群
- 2006年10月27日：立威廉
- 2006年11月3日：伍佰
- 2006年12月1日：羅志祥
- 2006年12月29日：梁詠琪
- 2007年1月17日：李妍瑾
- 2007年2月9日：張韶涵
- 2007年2月18日：白歆惠、林若亞、隋棠、花花
- 2007年2月19日：季芹
- 2007年2月20日：江蕙
- 2007年2月21日：王怡仁、Junior、韋汝
- 2007年3月23日：蔡閨、小鍾、毛毛（楊巧寧）
- 2007年4月20日：鳳飛飛
- 2007年4月27日：SHE
- 2007年5月11日：吳建豪
- 2007年5月25日：蔡淑臻、陳若儀、林嘉綺
- 2007年8月31日：張惠妹

## 製作群
根據《全民大悶鍋》2006年5月的節目末尾工作人員表。
- 策劃：詹仁雄　孫樂欣
- 編導：謝念祖
- 執行製作：陳志鴻　吳思儀
- 製作群：賴怡君　郝曄雯　黎佩宜　高林鑫　江世垚　江怡臻
- 音效：周富城
- 後期音效：汎昇音樂（周五錄影節目）
- 後期製作：光源影音（周五錄影節目）
- 剪接：馬寶慧（周五錄影節目）
- 成音：李建德　林杰賢　梁昌煥　張明中　莊坤上　陳嘉仁（其中兩位）
- 攝影：林寶財　林賢明　石劉明　李孟謙　黃瑞榮　高興華　鍾志峰　羅連興　劉俊鑫　譚海泉（其中四位，直播室共有五台攝影機）
- 視訊：楊欽名　魏宗文　陳畢金（其中一位）
- 燈光：丘世浩　楊志偉　郭文龍（其中一位）
- 化妝：小杜化妝髮型（小杜　班班　SAYA　小芳）
- 技術指導：郭明坪　林俊宏（其中一位）
- 助理導播：賴欣妤　林彥君　鄧靜遠（其中兩位）
- 導播：蔣麗雯　吳佳重（其中一位）
- 編審：呂偉嘉（周五錄影節目）
- 統籌：吳曉芬
- 製作人：王偉忠(2004/9~2005/10王偉忠 廖麗生)
- 監製：吳榮山
- 總監：鄭偉強

## 節目在中國大陸的影响
《全民大悶鍋》是少數在中國大陸地區允許被媒體報道提及的臺灣政治類節目，也因此得到較普遍關注。由於議論尺度處理恰當且幽默搞笑，《全民大悶鍋》受到一些中國大陸民眾的喜愛。有中国大陸的網站每日錄製節目，提供BT、Emule等方式的下載，並若干有相關討論區、QQ群等。中國大陸民眾較喜爱的單元有“國臺辦記者會”（後改名“海協會記者會”）、“施主席的轟趴”等。
中國中央電視臺中文國際頻道（CCTV-4）的節目《海峽兩岸》曾在2006年2月6日一期中介紹了《全民大悶鍋》，著重談到模仿台灣政治人物（當中舉例邱毅與李敖）的形色和節目受歡迎的原因，但沒有談及節目具體內容。在此之後，《全民大悶鍋》還多次被中國大陸的其他媒體報道，包括官方媒体《参考消息》、廣州《南方週末》、上海《外灘畫報》、《三聯生活周刊》等。

## 獎項
| 年份   | 獎項                                                     | 結果 |
| ------ | -------------------------------------------------------- | ---- |
| 2003年 | 2003年金鐘獎娛樂綜藝節目主持人獎：郭子乾《2100全民亂講》 | 獲獎 |
| 2005年 | 2005年金鐘獎綜藝節目獎：《全民大悶鍋》                   | 獲獎 |